# 89 Геркулеса
89 Геркулеса (лат. 89 Herculis), V441 Геркулеса (лат. V441 Herculis), HD 163506 — тройная звезда в созвездии Геркулеса на расстоянии (вычисленном из значения параллакса) приблизительно 4 287 световых лет (около 1 314 парсек) от Солнца. Видимая звёздная величина звезды — от +5,54m до +5,34m.

## Характеристики
Первый компонент — жёлто-белый сверхгигант, пульсирующая полуправильная переменная звезда типа SRD (SRD) спектрального класса F2Ibe, или F2Ibp, или F2Ib, или F2I, или F3, или F5p, или F5. Масса — около 13,542 солнечных, радиус — около 124,509 солнечных, светимость — около 9930 солнечных. Эффективная температура — около 6500 K.
Второй компонент — оранжевый карлик спектрального класса K. Масса — более 0,1 солнечной, радиус — около 0,6 солнечного. Эффективная температура — около 4045 K. Орбитальный период — около 289,1 суток. Удалён в среднем на 1,07 а.е..
Третий компонент — красный карлик спектрального класса M. Масса — около 258,03 юпитерианских (0,2463 солнечной). Удалён в среднем на 3,565 а.е.